# Норт-Бабилон (Нью-Йорк)
Норт-Бабилон (англ. North Babylon) — переписна місцевість (CDP) в США, в окрузі Саффолк штату Нью-Йорк. Населення — 17 927 осіб (2020).

## Географія
Норт-Бабилон розташований за координатами 40°43′48″ пн. ш. 73°19′34″ зх. д. / 40.73000° пн. ш. 73.32611° зх. д. (40.729957, -73.326213).  За даними Бюро перепису населення США в 2010 році переписна місцевість мала площу 8,86 км², з яких 8,73 км² — суходіл та 0,14 км² — водойми.

## Демографія
Згідно з переписом 2010 року, у переписній місцевості мешкало 17 509 осіб у 6136 домогосподарствах у складі 4548 родин. Густота населення становила 1975 осіб/км².  Було 6378 помешкань (720/км²).
Расовий склад населення:
| - 84,9 % — білих - 6,2 % — чорних або афроамериканців - 4,1 % — азіатів - 0,1 % — корінних американців - 2,9 % — осіб інших рас |

До двох чи більше рас належало 1,9 %. Частка іспаномовних становила 12,7 % від усіх жителів.
За віковим діапазоном населення розподілялося таким чином: 21,9 % — особи молодші 18 років, 64,2 % — особи у віці 18—64 років, 13,9 % — особи у віці 65 років та старші. Медіана віку мешканця становила 40,9 року. На 100 осіб жіночої статі у переписній місцевості припадало 93,8 чоловіків;  на 100 жінок у віці від 18 років та старших — 90,5 чоловіків також старших 18 років.
Середній дохід на одне домашнє господарство  становив 96 771 долар США (медіана — 88 139), а середній дохід на одну сім'ю — 103 278 доларів (медіана — 95 337). Медіана доходів становила 63 904 долари для чоловіків та 50 710 доларів для жінок. За межею бідності перебувало 5,0 % осіб, у тому числі 6,2 % дітей у віці до 18 років та 3,1 % осіб у віці 65 років та старших.
Цивільне працевлаштоване населення становило 8541 особа. Основні галузі зайнятості: освіта, охорона здоров'я та соціальна допомога — 26,6 %, роздрібна торгівля — 11,0 %, науковці, спеціалісти, менеджери — 10,0 %, транспорт — 9,3 %.